# Costigliole Saluzzo
Costigliole Saluzzo is een gemeente in de Italiaanse provincie Cuneo (regio Piëmont) en telt 3212 inwoners (31-12-2004). De oppervlakte bedraagt 15,3 km², de bevolkingsdichtheid is 210 inwoners per km².

## Demografie
Costigliole Saluzzo telt ongeveer 1379 huishoudens. Het aantal inwoners steeg in de periode 1991-2001 met 0,8% volgens cijfers uit de tienjaarlijkse volkstellingen van ISTAT.
| Jaar | Inwoneraantal |
| ---- | ------------- |
| 1991 | 3097          |
| 2001 | 3122          |

## Geografie
Costigliole Saluzzo grenst aan de volgende gemeenten: Busca, Piasco, Rossana, Verzuolo, Villafalletto.
Acceglio · Aisone · Alba · Albaretto della Torre · Alto · Argentera · Arguello · Bagnasco · Bagnolo Piemonte · Baldissero d'Alba · Barbaresco · Barge · Barolo · Bastia Mondovì · Battifollo · Beinette · Bellino · Belvedere Langhe · Bene Vagienna · Benevello · Bergolo · Bernezzo · Bonvicino · Borgo San Dalmazzo · Borgomale · Bosia · Bossolasco · Boves · Bra · Briaglia · Briga Alta · Brondello · Brossasco · Busca · Camerana · Camo · Canale · Canosio · Caprauna · Caraglio · Caramagna Piemonte · Cardè · Carrù · Cartignano · Casalgrasso · Castagnito · Casteldelfino · Castellar · Castelletto Stura · Castelletto Uzzone · Castellinaldo · Castellino Tanaro · Castelmagno · Castelnuovo di Ceva · Castiglione Falletto · Castiglione Tinella · Castino · Cavallerleone · Cavallermaggiore · Celle di Macra · Centallo · Ceresole Alba · Cerreto Langhe · Cervasca · Cervere · Ceva · Cherasco · Chiusa di Pesio · Cigliè · Cissone · Clavesana · Corneliano d'Alba · Cortemilia · Cossano Belbo · Costigliole Saluzzo · Cravanzana · Crissolo · Cuneo · Demonte · Diano d'Alba · Dogliani · Dronero · Elva · Entracque · Envie · Farigliano · Faule · Feisoglio · Fossano · Frabosa Soprana · Frabosa Sottana · Frassino · Gaiola · Gambasca · Garessio · Genola · Gorzegno · Gottasecca · Govone · Grinzane Cavour · Guarene · Igliano · Isasca · La Morra · Lagnasco · Lequio Berria · Lequio Tanaro · Lesegno · Levice · Limone Piemonte · Lisio · Macra · Magliano Alfieri · Magliano Alpi · Mango · Manta · Marene · Margarita · Marmora · Marsaglia · Martiniana Po · Melle · Moiola · Mombarcaro · Mombasiglio · Monastero di Vasco · Monasterolo Casotto · Monasterolo di Savigliano · Monchiero · Mondovì · Monesiglio · Monforte d'Alba · Montaldo Roero · Montaldo di Mondovì · Montanera · Montelupo Albese · Montemale di Cuneo · Monterosso Grana · Monteu Roero · Montezemolo · Monticello d'Alba · Montà · Moretta · Morozzo · Murazzano · Murello · Narzole · Neive · Neviglie · Niella Belbo · Niella Tanaro · Novello · Nucetto · Oncino · Ormea · Ostana · Paesana · Pagno · Pamparato · Paroldo · Perletto · Perlo · Peveragno · Pezzolo Valle Uzzone · Pianfei · Piasco · Pietraporzio · Piobesi d'Alba · Piozzo · Pocapaglia · Polonghera · Pontechianale · Pradleves · Prazzo · Priero · Priocca · Priola · Prunetto · Racconigi · Revello · Rifreddo · Rittana · Roaschia · Roascio · Robilante · Roburent · Rocca Cigliè · Rocca de' Baldi · Roccabruna · Roccaforte Mondovì · Roccasparvera · Roccavione · Rocchetta Belbo · Roddi · Roddino · Rodello · Rossana · Ruffia · Sale San Giovanni · Sale delle Langhe · Saliceto · Salmour · Saluzzo · Sambuco · Sampeyre · San Benedetto Belbo · San Damiano Macra · San Michele Mondovì · Sanfront · Sanfrè · Sant'Albano Stura · Santa Vittoria d'Alba · Santo Stefano Belbo · Santo Stefano Roero · Savigliano · Scagnello · Scarnafigi · Serralunga d'Alba · Serravalle Langhe · Sinio · Somano · Sommariva Perno · Sommariva del Bosco · Stroppo · Tarantasca · Torre Bormida · Torre Mondovì · Torre San Giorgio · Torresina · Treiso · Trezzo Tinella · Trinità · Valdieri · Valgrana · Valloriate · Valmala · Venasca · Verduno · Vernante · Verzuolo · Vezza d'Alba · Vicoforte · Vignolo · Villafalletto · Villanova Mondovì · Villanova Solaro · Villar San Costanzo · Vinadio · Viola · Vottignasco
1. ↑  https://demo.istat.it/?l=it.